# Karakulino
Karakulino (in russo Каракулино?; in lingua udmurta: Каракуль) è un villaggio che si trova nella Repubblica Autonoma dell'Udmurtia, in Russia. È il centro amministrativo del distretto Karakulinskij.
L'insediamento è situato nella parte sud-orientale dell'Udmurtia, sulla riva destra del fiume Kama, 53 km a sud della città di Sarapul e 114 km a sud-est di Iževsk.